# هیپوکلسمی
هیپوکلسمی (به انگلیسی: Hypocalcaemia) در پزشکی به کمبود و پایین بودن غلظت سرمی کلسیم در خون اشاره دارد
که به‌طور معمول کمتر از ۲/۱ میلی‌مول بر لیتر یا ۹ میلی‌گرم بر دسی‌لیتر (رنج کمتر از ۱/۱ میلی‌مول بر لیتر یا ۴/۵ میلی‌گرم بر دسی‌لیتر برای کلسیم یونی) تعریف می‌گردد.
حدود نیمی از کلسیم موجود در خون به پروتئین مانند آلبومین باند می‌شود ولی کلسیم غیر باند شده به پروتئین (کلسیم یونی) همانی است که بدن آن‌را باید درحد تعادل نگاه دارد. این درحالیست که کمبود پروتئین در بدن موجب عدم صحت در میزان اندازه‌گیری شده کلسیم خواهد شد و بنابراین در بیمار دارای کمبود پروتئین٬ آزمایش میزان کلسیم دقیق را باید در اندازه‌گیری کلسیم یونی (کلسیم یونیزه) جستجو نمود.
ازاینرو در بیمار هیپوآلبومینمی (نقص یا کمبود آلبومین) و در بیماران بستری در بیمارستان برای مدت طولانی بهتر است از روش دقیق‌تر کلسیم یونیزه استفاده نمود.

## دلایل بروز هیپوکلسمی
افراد بسیاری ممکن است با بالا رفتن سن دچار هیپوکلسمی‌شوند. برخی از دلایل بروز بیماری کمبود کلسیم در بدن عبارتند از  :
- عدم مصرف کلسیم کافی در طی مدت زمان طولانی، به ویژه در دوران کودکی
- عدم مصرف غذاهای غنی از کلسیم
- برخی از عوامل ژنتیکی
- مصرف داروهایی که ممکن است جذب کلسیم را کاهش دهند.
- ‌ سطوح پایین ویتامین D، که جذب کلسیم را سخت تر می‌کند.
- نارسایی کلیه
- ‌ هیپر فسفاتمی (مقدار زیاد فسفات در خون)
- تغییرات هورمونی، به ویژه در زنان

## علائم هیپوکلسمی
کمبود کلسیم در مراحل اولیه ممکن است هیچ نشانه ای ایجاد نکند. با این حال، علائم با کاهش کلسیم بیشتر افزایش می یابند. علائم شدید هیپوکلسمی عبارتند از:
1. ناخن‌های ضعیف و شکننده
2. اسپاسم عضلانی
3. شکستگی آسان استخوان ها
4. بی حسی و گزگز در دست‌ها، پاها و صورت
5. افسردگی
6. گیجی یا از دست دادن حافظه
7. گرفتگی عضلات

## عوارض احتمالی هیپوکلسمی
- شکستگی استخوان‌های بدن
- شکستگی ستون فقرات
- مشکل در راه رفتن
- بروز بیماری استئوپروز [۵]